# Nugzari Curcumia
Nugzari Curcumia (kvartéli írással: ნუგზარი წურწუმია; 1997. február 25. – 2024. július 3.) világbajnok grúz kötöttfogású birkózó.

## Sportpályafutása
A 2018-as birkózó-világbajnokságon a bronzérmet nyert. A mérkőzést 11–0-ra nyerte a kínai Liguo Csao ellen.
2024-ben önkezével vetett véget életének, amelynek legvalószínűbb oka az lehetett, hogy az azt megelőző félév során tragikus hirtelenséggel meghaltak szülei és testvére is.